# زمین‌لرزه ۱۹۹۵ گوررو
زمین‌لرزه گوررو  در تاریخ ۱۴ سپتامبر ۱۹۹۵ میلادی، برابر با ‎۲۳ شهریور ۱۳۷۴، ساعت ۱۴:۰۴:۳۱ به زمان یوتی‌سی در مکزیک ، منطقه گوررو رخ داد. ژرفای این زلزله ۲۷٫۹ کیلومتر بود، و بزرگی آن ۷٫۳ در مقیاس Mw اعلام شده‌است. زمین‌لرزه به وقت محلی در روز پنج‌شنبه، ساعت ۸ روی داده و منطقه زمانی آن یوتی‌سی -۶ بوده‌است (با لحاظ تغییر ساعت تابستانی).
سازمان زمین‌شناسی آمریکا نیز رومرکز این زمین‌لرزه را در مختصات ۱۶°۴۶′۴۴″شمالی ۹۸°۳۵′۴۹″غربی / ۱۶٫۷۷۹°شمالی ۹۸٫۵۹۷°غربی و ژرفای آنرا در ۲۳ کیلومتر گزارش کرده‌است. بزرگی برگزیدهٔ این سازمان از میان بزرگیهای محاسبه‌شدهٔ مختلف ۷٫۴ در مقیاس Mw بوده و از دید اثر، در میان چهار دسته‌بندی «نامحسوس»، «محسوس»، «زیان‌آور» یا «با تلفات»، زلزله را «با تلفات» اعلام کرده‌است.
پروژهٔ «تنسور گشتاور مرکزوار» زاویه‌های (راستا، شیب، ریک) گسل سازندهٔ زمین‌لرزه و صفحه عمود بر آنرا (°۲۸۹، °۱۵، °۸۵) یا (°۱۱۵، °۷۵، °۹۱) و نوع گسل را «معکوس» فرارسانده‌است.
شمار کشتگان زلزله حدود ۳ نفر بوده‌است.تعداد زخمیان ۱۰۰ نفر برآورده شده‌است.بی‌خانمان شدگان نیز ۹۰۰ نفر اعلام شده‌است.